# Comuni della Repubblica Ceca (S)
Questa pagina contiene l'elenco dei comuni cechi il cui nome inizia con la lettera S.
Per ciascun comune sono indicati il distretto e la regione d'appartenenza. I comuni che hanno lo status di città (město) sono indicati in grassetto, quelli che hanno lo status di comune mercato (městys) in corsivo.
| Comune                          | Distretto           | Regione             |
| ------------------------------- | ------------------- | ------------------- |
| Sádek (Boemia centrale)         | Příbram             | Boemia centrale     |
| Sádek (Pardubice)               | Svitavy             | Pardubice           |
| Sadov                           | Karlovy Vary        | Karlovy Vary        |
| Sadová                          | Hradec Králové      | Hradec Králové      |
| Sadská                          | Nymburk             | Boemia centrale     |
| Salačova Lhota                  | Pelhřimov           | Vysočina            |
| Salaš                           | Uherské Hradiště    | Zlín                |
| Samopše                         | Kutná Hora          | Boemia centrale     |
| Samotišky                       | Olomouc             | Olomouc             |
| Samšín                          | Pelhřimov           | Vysočina            |
| Samšina                         | Jičín               | Hradec Králové      |
| Sány                            | Nymburk             | Boemia centrale     |
| Sázava                          | Benešov             | Boemia centrale     |
| Sázava (Pardubice)              | Ústí nad Orlicí     | Pardubice           |
| Sázava (Vysočina)               | Žďár nad Sázavou    | Vysočina            |
| Sázavka                         | Havlíčkův Brod      | Vysočina            |
| Sazená                          | Kladno              | Boemia centrale     |
| Sazomín                         | Žďár nad Sázavou    | Vysočina            |
| Sazovice                        | Zlín                | Zlín                |
| Sběř                            | Jičín               | Hradec Králové      |
| Sebečice                        | Rokycany            | Plzeň               |
| Sebranice (Pardubice)           | Svitavy             | Pardubice           |
| Sebranice (Moravia meridionale) | Blansko             | Moravia meridionale |
| Seč (Chrudim)                   | Chrudim             | Pardubice           |
| Seč (Plzeň)                     | Plzeň-jih           | Plzeň               |
| Seč (Ústí nad Orlicí)           | Ústí nad Orlicí     | Pardubice           |
| Sedlčany                        | Příbram             | Boemia centrale     |
| Sedlatice                       | Jihlava             | Vysočina            |
| Sedlec (Moravia meridionale)    | Břeclav             | Moravia meridionale |
| Sedlec (Ústí nad Labem)         | Litoměřice          | Ústí nad Labem      |
| Sedlec (Mladá Boleslav)         | Mladá Boleslav      | Boemia centrale     |
| Sedlec (Plzeň)                  | Plzeň-sever         | Plzeň               |
| Sedlec (Praha-východ)           | Praha-východ        | Boemia centrale     |
| Sedlec (Vysočina)               | Třebíč              | Vysočina            |
| Sedlec (Boemia meridionale)     | České Budějovice    | Boemia meridionale  |
| Sedlec-Prčice                   | Příbram             | Boemia centrale     |
| Sedlečko u Soběslavě            | Tábor               | Boemia meridionale  |
| Sedlejov                        | Jihlava             | Vysočina            |
| Sedletín                        | Havlíčkův Brod      | Vysočina            |
| Sedlice (Vysočina)              | Pelhřimov           | Vysočina            |
| Sedlice (Boemia centrale)       | Příbram             | Boemia centrale     |
| Sedlice                         | Strakonice          | Boemia meridionale  |
| Sedliště (Hradec Králové)       | Jičín               | Hradec Králové      |
| Sedliště (Plzeň)                | Plzeň-jih           | Plzeň               |
| Sedliště (Pardubice)            | Svitavy             | Pardubice           |
| Sedliště (Moravia-Slesia)       | Frýdek-Místek       | Moravia-Slesia      |
| Sedlnice                        | Nový Jičín          | Moravia-Slesia      |
| Sedloňov                        | Rychnov nad Kněžnou | Hradec Králové      |
| Sehradice                       | Zlín                | Zlín                |
| Sejřek                          | Žďár nad Sázavou    | Vysočina            |
| Sekeřice                        | Jičín               | Hradec Králové      |
| Seletice                        | Nymburk             | Boemia centrale     |
| Selmice                         | Pardubice           | Pardubice           |
| Seloutky                        | Prostějov           | Olomouc             |
| Semanín                         | Ústí nad Orlicí     | Pardubice           |
| Semčice                         | Mladá Boleslav      | Boemia centrale     |
| Semechnice                      | Rychnov nad Kněžnou | Hradec Králové      |
| Semice                          | Nymburk             | Boemia centrale     |
| Semily                          | Semily              | Liberec             |
| Semín                           | Pardubice           | Pardubice           |
| Semněvice                       | Domažlice           | Plzeň               |
| Semtěš                          | Kutná Hora          | Boemia centrale     |
| Sendraž                         | Náchod              | Hradec Králové      |
| Sendražice                      | Hradec Králové      | Hradec Králové      |
| Senec (Repubblica Ceca)         | Rakovník            | Boemia centrale     |
| Senetářov                       | Blansko             | Moravia meridionale |
| Senice                          | Nymburk             | Boemia centrale     |
| Senice na Hané                  | Olomouc             | Olomouc             |
| Senička                         | Olomouc             | Olomouc             |
| Seninka                         | Vsetín              | Zlín                |
| Senohraby                       | Praha-východ        | Boemia centrale     |
| Senomaty                        | Rakovník            | Boemia centrale     |
| Senorady                        | Brno-venkov         | Moravia meridionale |
| Senožaty                        | Pelhřimov           | Vysočina            |
| Sentice                         | Brno-venkov         | Moravia meridionale |
| Sepekov                         | Písek               | Boemia meridionale  |
| Sezemice (Boemia centrale)      | Mladá Boleslav      | Boemia centrale     |
| Sezemice (Pardubice)            | Pardubice           | Pardubice           |
| Sezimovo Ústí                   | Tábor               | Boemia meridionale  |
| Schořov                         | Kutná Hora          | Boemia centrale     |
| Sibřina                         | Praha-východ        | Boemia centrale     |
| Silůvky                         | Brno-venkov         | Moravia meridionale |
| Sirá                            | Rokycany            | Plzeň               |
| Sirákov                         | Žďár nad Sázavou    | Vysočina            |
| Siřejovice                      | Litoměřice          | Ústí nad Labem      |
| Sivice                          | Brno-venkov         | Moravia meridionale |
| Skalice (Boemia meridionale)    | Tábor               | Boemia meridionale  |
| Skalice (Moravia meridionale)   | Znojmo              | Moravia meridionale |
| Skalice (Hradec Králové)        | Hradec Králové      | Hradec Králové      |
| Skalice nad Svitavou            | Blansko             | Moravia meridionale |
| Skalice u České Lípy            | Česká Lípa          | Liberec             |
| Skalička (Moravia meridionale)  | Brno-venkov         | Moravia meridionale |
| Skalička (Olomouc)              | Přerov              | Olomouc             |
| Skalka (Moravia meridionale)    | Hodonín             | Moravia meridionale |
| Skalka (Olomouc)                | Prostějov           | Olomouc             |
| Skalka u Doks                   | Česká Lípa          | Liberec             |
| Skalná                          | Cheb                | Karlovy Vary        |
| Skalsko                         | Mladá Boleslav      | Boemia centrale     |
| Skály (Písek)                   | Písek               | Boemia meridionale  |
| Skály (Strakonice)              | Strakonice          | Boemia meridionale  |
| Skapce                          | Tachov              | Plzeň               |
| Skašov                          | Plzeň-jih           | Plzeň               |
| Skaštice                        | Kroměříž            | Zlín                |
| Sklené (Pardubice)              | Svitavy             | Pardubice           |
| Sklené (Vysočina)               | Žďár nad Sázavou    | Vysočina            |
| Sklené nad Oslavou              | Žďár nad Sázavou    | Vysočina            |
| Skočice                         | Strakonice          | Boemia meridionale  |
| Skomelno                        | Rokycany            | Plzeň               |
| Skopytce                        | Tábor               | Boemia meridionale  |
| Skorkov (Vysočina)              | Havlíčkův Brod      | Vysočina            |
| Skorkov (Boemia centrale)       | Mladá Boleslav      | Boemia centrale     |
| Skoronice                       | Hodonín             | Moravia meridionale |
| Skorošice                       | Jeseník             | Olomouc             |
| Skorotice                       | Žďár nad Sázavou    | Vysočina            |
| Skořenice                       | Ústí nad Orlicí     | Pardubice           |
| Skořice                         | Rokycany            | Plzeň               |
| Skotnice                        | Nový Jičín          | Moravia-Slesia      |
| Skrbeň                          | Olomouc             | Olomouc             |
| Skrchov                         | Blansko             | Moravia meridionale |
| Skršín                          | Most                | Ústí nad Labem      |
| Skrýchov u Malšic               | Tábor               | Boemia meridionale  |
| Skryje (Moravia meridionale)    | Brno-venkov         | Moravia meridionale |
| Skryje (Vysočina)               | Havlíčkův Brod      | Vysočina            |
| Skryje (Boemia centrale)        | Rakovník            | Boemia centrale     |
| Skvrňov                         | Kolín               | Boemia centrale     |
| Skřipel                         | Beroun              | Boemia centrale     |
| Skřipov                         | Opava               | Moravia-Slesia      |
| Skřípov                         | Prostějov           | Olomouc             |
| Skřivany                        | Hradec Králové      | Hradec Králové      |
| Skuhrov (Boemia centrale)       | Beroun              | Boemia centrale     |
| Skuhrov (Vysočina)              | Havlíčkův Brod      | Vysočina            |
| Skuhrov (Liberec)               | Jablonec nad Nisou  | Liberec             |
| Skuhrov nad Bělou               | Rychnov nad Kněžnou | Hradec Králové      |
| Skuteč                          | Chrudim             | Pardubice           |
| Skřinářov                       | Žďár nad Sázavou    | Vysočina            |
| Slabce                          | Rakovník            | Boemia centrale     |
| Slabčice                        | Písek               | Boemia meridionale  |
| Slaná                           | Semily              | Liberec             |
| Slaník                          | Strakonice          | Boemia meridionale  |
| Slaný                           | Kladno              | Boemia centrale     |
| Slapsko                         | Tábor               | Boemia meridionale  |
| Slapy (Boemia centrale)         | Praha-západ         | Boemia centrale     |
| Slapy (Boemia meridionale)      | Tábor               | Boemia meridionale  |
| Slatina (Boemia centrale)       | Kladno              | Boemia centrale     |
| Slatina (Klatovy)               | Klatovy             | Plzeň               |
| Slatina (Ústí nad Labem)        | Litoměřice          | Ústí nad Labem      |
| Slatina (Moravia-Slesia)        | Nový Jičín          | Moravia-Slesia      |
| Slatina (Plzeň-sever)           | Plzeň-sever         | Plzeň               |
| Slatina (Svitavy)               | Svitavy             | Pardubice           |
| Slatina (Moravia meridionale)   | Znojmo              | Moravia meridionale |
| Slatina (Ústí nad Orlicí)       | Ústí nad Orlicí     | Pardubice           |
| Slatina nad Úpou                | Náchod              | Hradec Králové      |
| Slatina nad Zdobnicí            | Rychnov nad Kněžnou | Hradec Králové      |
| Slatiňany                       | Chrudim             | Pardubice           |
| Slatinice                       | Olomouc             | Olomouc             |
| Slatinky                        | Prostějov           | Olomouc             |
| Slatiny                         | Jičín               | Hradec Králové      |
| Slavče                          | České Budějovice    | Boemia meridionale  |
| Slavětice                       | Třebíč              | Vysočina            |
| Slavětín (Vysočina)             | Havlíčkův Brod      | Vysočina            |
| Slavětín (Olomouc)              | Olomouc             | Olomouc             |
| Slavětín (Ústí nad Labem)       | Louny               | Ústí nad Labem      |
| Slavětín nad Metují             | Náchod              | Hradec Králové      |
| Slavhostice                     | Jičín               | Hradec Králové      |
| Slavičín                        | Zlín                | Zlín                |
| Slavičky                        | Třebíč              | Vysočina            |
| Slavíkov                        | Havlíčkův Brod      | Vysočina            |
| Slavíkovice                     | Třebíč              | Vysočina            |
| Slavkov (Moravia-Slesia)        | Opava               | Moravia-Slesia      |
| Slavkov (Zlín)                  | Uherské Hradiště    | Zlín                |
| Slavkov pod Hostýnem            | Kroměříž            | Zlín                |
| Slavkov u Brna                  | Vyškov              | Moravia meridionale |
| Slavníč                         | Havlíčkův Brod      | Vysočina            |
| Slavonice                       | Jindřichův Hradec   | Boemia meridionale  |
| Slavoňov                        | Náchod              | Hradec Králové      |
| Slavošov                        | Kutná Hora          | Boemia centrale     |
| Slepotice                       | Pardubice           | Pardubice           |
| Slezské Pavlovice               | Bruntál             | Moravia-Slesia      |
| Slezské Rudoltice               | Bruntál             | Moravia-Slesia      |
| Slopné                          | Zlín                | Zlín                |
| Sloup                           | Blansko             | Moravia meridionale |
| Sloup v Čechách                 | Česká Lípa          | Liberec             |
| Sloupnice                       | Svitavy             | Pardubice           |
| Sloupno (Vysočina)              | Havlíčkův Brod      | Vysočina            |
| Sloupno (Hradec Králové)        | Hradec Králové      | Hradec Králové      |
| Sloveč                          | Nymburk             | Boemia centrale     |
| Slověnice                       | Benešov             | Boemia centrale     |
| Sluhy                           | Praha-východ        | Boemia centrale     |
| Slunečná                        | Česká Lípa          | Liberec             |
| Slup                            | Znojmo              | Moravia meridionale |
| Slušovice                       | Zlín                | Zlín                |
| Sluštice                        | Praha-východ        | Boemia centrale     |
| Služátky                        | Havlíčkův Brod      | Vysočina            |
| Služovice                       | Opava               | Moravia-Slesia      |
| Smečno                          | Kladno              | Boemia centrale     |
| Smědčice                        | Rokycany            | Plzeň               |
| Smetanova Lhota                 | Písek               | Boemia meridionale  |
| Smidary                         | Hradec Králové      | Hradec Králové      |
| Smilkov                         | Benešov             | Boemia centrale     |
| Smilovice (Moravia-Slesia)      | Frýdek-Místek       | Moravia-Slesia      |
| Smilovice (Mladá Boleslav)      | Mladá Boleslav      | Boemia centrale     |
| Smilovice (Rakovník)            | Rakovník            | Boemia centrale     |
| Smilovy Hory                    | Tábor               | Boemia meridionale  |
| Smiřice                         | Hradec Králové      | Hradec Králové      |
| Smolné Pece                     | Karlovy Vary        | Karlovy Vary        |
| Smolnice                        | Louny               | Ústí nad Labem      |
| Smolotely                       | Příbram             | Boemia centrale     |
| Smrček                          | Chrudim             | Pardubice           |
| Smrčná                          | Jihlava             | Vysočina            |
| Smrk                            | Třebíč              | Vysočina            |
| Smržice                         | Prostějov           | Olomouc             |
| Smržov (Hradec Králové)         | Hradec Králové      | Hradec Králové      |
| Smržov (Boemia meridionale)     | Jindřichův Hradec   | Boemia meridionale  |
| Smržovka                        | Jablonec nad Nisou  | Liberec             |
| Snědovice                       | Litoměřice          | Ústí nad Labem      |
| Snět                            | Benešov             | Boemia centrale     |
| Sněžné (Vysočina)               | Žďár nad Sázavou    | Vysočina            |
| Sněžné (Hradec Králové)         | Rychnov nad Kněžnou | Hradec Králové      |
| Snovídky                        | Vyškov              | Moravia meridionale |
| Sobčice                         | Jičín               | Hradec Králové      |
| Soběhrdy                        | Benešov             | Boemia centrale     |
| Soběchleby                      | Přerov              | Olomouc             |
| Soběkury                        | Plzeň-jih           | Plzeň               |
| Soběnov                         | Český Krumlov       | Boemia meridionale  |
| Soběraz                         | Jičín               | Hradec Králové      |
| Soběslav                        | Tábor               | Boemia meridionale  |
| Soběslavice                     | Liberec             | Liberec             |
| Soběsuky                        | Kroměříž            | Zlín                |
| Soběšice                        | Klatovy             | Plzeň               |
| Soběšín                         | Kutná Hora          | Boemia centrale     |
| Soběšovice                      | Frýdek-Místek       | Moravia-Slesia      |
| Sobětuchy                       | Chrudim             | Pardubice           |
| Sobíňov                         | Havlíčkův Brod      | Vysočina            |
| Sobíšky                         | Přerov              | Olomouc             |
| Sobkovice                       | Ústí nad Orlicí     | Pardubice           |
| Sobotín                         | Šumperk             | Olomouc             |
| Sobotka                         | Jičín               | Hradec Králové      |
| Sobotovice                      | Brno-venkov         | Moravia meridionale |
| Sobůlky                         | Hodonín             | Moravia meridionale |
| Sojovice                        | Mladá Boleslav      | Boemia centrale     |
| Sokoleč                         | Nymburk             | Boemia centrale     |
| Sokolnice                       | Brno-venkov         | Moravia meridionale |
| Sokolov                         | Sokolov             | Karlovy Vary        |
| Solenice                        | Příbram             | Boemia centrale     |
| Solnice                         | Rychnov nad Kněžnou | Hradec Králové      |
| Sopotnice                       | Ústí nad Orlicí     | Pardubice           |
| Sopřeč                          | Pardubice           | Pardubice           |
| Sosnová (Moravia-Slesia)        | Opava               | Moravia-Slesia      |
| Sosnová (Liberec)               | Česká Lípa          | Liberec             |
| Souňov                          | Kutná Hora          | Boemia centrale     |
| Sousedovice                     | Strakonice          | Boemia meridionale  |
| Soutice                         | Benešov             | Boemia centrale     |
| Sovětice                        | Hradec Králové      | Hradec Králové      |
| Sovínky                         | Mladá Boleslav      | Boemia centrale     |
| Sovolusky                       | Pardubice           | Pardubice           |
| Spálené Poříčí                  | Plzeň-jih           | Plzeň               |
| Spálov                          | Nový Jičín          | Moravia-Slesia      |
| Spáňov                          | Domažlice           | Plzeň               |
| Spělkov                         | Žďár nad Sázavou    | Vysočina            |
| Spešov                          | Blansko             | Moravia meridionale |
| Spojil                          | Pardubice           | Pardubice           |
| Spomyšl                         | Mělník              | Boemia centrale     |
| Spořice                         | Chomutov            | Ústí nad Labem      |
| Spytihněv                       | Zlín                | Zlín                |
| Srbce                           | Prostějov           | Olomouc             |
| Srbeč                           | Rakovník            | Boemia centrale     |
| Srbice (Plzeň)                  | Domažlice           | Plzeň               |
| Srbice (Ústí nad Labem)         | Teplice             | Ústí nad Labem      |
| Srbská Kamenice                 | Děčín               | Ústí nad Labem      |
| Srbsko                          | Beroun              | Boemia centrale     |
| Srby (Plzeň-jih)                | Plzeň-jih           | Plzeň               |
| Srby (Domažlice)                | Domažlice           | Plzeň               |
| Srch                            | Pardubice           | Pardubice           |
| Srní                            | Klatovy             | Plzeň               |
| Srnín                           | Český Krumlov       | Boemia meridionale  |
| Srnojedy                        | Pardubice           | Pardubice           |
| Srubec                          | České Budějovice    | Boemia meridionale  |
| Sruby                           | Ústí nad Orlicí     | Pardubice           |
| Stádlec                         | Tábor               | Boemia meridionale  |
| Stachy                          | Prachatice          | Boemia meridionale  |
| Stáj                            | Jihlava             | Vysočina            |
| Stálky                          | Znojmo              | Moravia meridionale |
| Staňkov (Plzeň)                 | Domažlice           | Plzeň               |
| Staňkov (Boemia meridionale)    | Jindřichův Hradec   | Boemia meridionale  |
| Staňkovice (Boemia centrale)    | Kutná Hora          | Boemia centrale     |
| Staňkovice (Litoměřice)         | Litoměřice          | Ústí nad Labem      |
| Staňkovice (Louny)              | Louny               | Ústí nad Labem      |
| Stanovice (Karlovy Vary)        | Karlovy Vary        | Karlovy Vary        |
| Stanovice (Hradec Králové)      | Trutnov             | Hradec Králové      |
| Stanoviště                      | Brno-venkov         | Moravia meridionale |
| Stará Červená Voda              | Jeseník             | Olomouc             |
| Stará Huť                       | Příbram             | Boemia centrale     |
| Stará Lysá                      | Nymburk             | Boemia centrale     |
| Stará Paka                      | Jičín               | Hradec Králové      |
| Stará Říše                      | Jihlava             | Vysočina            |
| Stará Ves (Moravia-Slesia)      | Bruntál             | Moravia-Slesia      |
| Stará Ves (Olomouc)             | Přerov              | Olomouc             |
| Stará Ves nad Ondřejnicí        | Ostrava             | Moravia-Slesia      |
| Stará Voda (Hradec Králové)     | Hradec Králové      | Hradec Králové      |
| Stará Voda (Karlovy Vary)       | Cheb                | Karlovy Vary        |
| Staré Bříště                    | Pelhřimov           | Vysočina            |
| Staré Buky                      | Trutnov             | Hradec Králové      |
| Staré Hamry                     | Frýdek-Místek       | Moravia-Slesia      |
| Staré Heřminovy                 | Bruntál             | Moravia-Slesia      |
| Staré Hobzí                     | Jindřichův Hradec   | Boemia meridionale  |
| Staré Hodějovice                | České Budějovice    | Boemia meridionale  |
| Staré Hradiště                  | Pardubice           | Pardubice           |
| Staré Hrady                     | Jičín               | Hradec Králové      |
| Staré Hutě                      | Uherské Hradiště    | Zlín                |
| Staré Jesenčany                 | Pardubice           | Pardubice           |
| Staré Křečany                   | Děčín               | Ústí nad Labem      |
| Staré Město (Bruntál)           | Bruntál             | Moravia-Slesia      |
| Staré Město (Frýdek-Místek)     | Frýdek-Místek       | Moravia-Slesia      |
| Staré Město (Pardubice)         | Svitavy             | Pardubice           |
| Staré Město (Zlín)              | Uherské Hradiště    | Zlín                |
| Staré Město (Olomouc)           | Šumperk             | Olomouc             |
| Staré Město pod Landštejnem     | Jindřichův Hradec   | Boemia meridionale  |
| Staré Místo                     | Jičín               | Hradec Králové      |
| Staré Sedliště                  | Tachov              | Plzeň               |
| Staré Sedlo (Karlovy Vary)      | Sokolov             | Karlovy Vary        |
| Staré Sedlo (Plzeň)             | Tachov              | Plzeň               |
| Staré Smrkovice                 | Jičín               | Hradec Králové      |
| Staré Těchanovice               | Opava               | Moravia-Slesia      |
| Staré Ždánice                   | Pardubice           | Pardubice           |
| Starkoč                         | Kutná Hora          | Boemia centrale     |
| Stárkov                         | Náchod              | Hradec Králové      |
| Starosedlský Hrádek             | Příbram             | Boemia centrale     |
| Starovice                       | Břeclav             | Moravia meridionale |
| Starovičky                      | Břeclav             | Moravia meridionale |
| Starý Bydžov                    | Hradec Králové      | Hradec Králové      |
| Starý Hrozenkov                 | Uherské Hradiště    | Zlín                |
| Starý Jičín                     | Nový Jičín          | Moravia-Slesia      |
| Starý Kolín                     | Kolín               | Boemia centrale     |
| Starý Mateřov                   | Pardubice           | Pardubice           |
| Starý Petřín                    | Znojmo              | Moravia meridionale |
| Starý Plzenec                   | Plzeň-město         | Plzeň               |
| Starý Poddvorov                 | Hodonín             | Moravia meridionale |
| Starý Šachov                    | Děčín               | Ústí nad Labem      |
| Starý Vestec                    | Nymburk             | Boemia centrale     |
| Stařeč                          | Třebíč              | Vysočina            |
| Stařechovice                    | Prostějov           | Olomouc             |
| Staříč                          | Frýdek-Místek       | Moravia-Slesia      |
| Stašov (Boemia centrale)        | Beroun              | Boemia centrale     |
| Stašov (Pardubice)              | Svitavy             | Pardubice           |
| Statenice                       | Praha-západ         | Boemia centrale     |
| Stavenice                       | Šumperk             | Olomouc             |
| Stavěšice                       | Hodonín             | Moravia meridionale |
| Stéblová                        | Pardubice           | Pardubice           |
| Stebno                          | Ústí nad Labem      | Ústí nad Labem      |
| Stěbořice                       | Opava               | Moravia-Slesia      |
| Stehelčeves                     | Kladno              | Boemia centrale     |
| Stehlovice                      | Písek               | Boemia meridionale  |
| Stěžery                         | Hradec Králové      | Hradec Králové      |
| Stínava                         | Prostějov           | Olomouc             |
| Stod                            | Plzeň-jih           | Plzeň               |
| Stochov                         | Kladno              | Boemia centrale     |
| Stojčín                         | Pelhřimov           | Vysočina            |
| Stojice                         | Pardubice           | Pardubice           |
| Stolany                         | Chrudim             | Pardubice           |
| Stonařov                        | Jihlava             | Vysočina            |
| Stonava                         | Karviná             | Moravia-Slesia      |
| Stošíkovice na Louce            | Znojmo              | Moravia meridionale |
| Stožec                          | Prachatice          | Boemia meridionale  |
| Stožice                         | Strakonice          | Boemia meridionale  |
| Stračov                         | Hradec Králové      | Hradec Králové      |
| Stradonice                      | Kladno              | Boemia centrale     |
| Stradouň                        | Ústí nad Orlicí     | Pardubice           |
| Strahovice                      | Opava               | Moravia-Slesia      |
| Strachoňovice                   | Jihlava             | Vysočina            |
| Strachotice                     | Znojmo              | Moravia meridionale |
| Strachotín                      | Břeclav             | Moravia meridionale |
| Strachujov                      | Žďár nad Sázavou    | Vysočina            |
| Strakonice                      | Strakonice          | Boemia meridionale  |
| Strakov                         | Svitavy             | Pardubice           |
| Straky                          | Nymburk             | Boemia centrale     |
| Strančice                       | Praha-východ        | Boemia centrale     |
| Stránecká Zhoř                  | Žďár nad Sázavou    | Vysočina            |
| Strání                          | Uherské Hradiště    | Zlín                |
| Stránka                         | Mělník              | Boemia centrale     |
| Stranný                         | Benešov             | Boemia centrale     |
| Strašice (Plzeň)                | Rokycany            | Plzeň               |
| Strašice (Boemia meridionale)   | Strakonice          | Boemia meridionale  |
| Strašín                         | Klatovy             | Plzeň               |
| Straškov-Vodochody              | Litoměřice          | Ústí nad Labem      |
| Strašnov                        | Mladá Boleslav      | Boemia centrale     |
| Strašov                         | Pardubice           | Pardubice           |
| Stratov                         | Nymburk             | Boemia centrale     |
| Stráž (Domažlice)               | Domažlice           | Plzeň               |
| Stráž (Tachov)                  | Tachov              | Plzeň               |
| Stráž nad Nežárkou              | Jindřichův Hradec   | Boemia meridionale  |
| Stráž nad Nisou                 | Liberec             | Liberec             |
| Stráž nad Ohří                  | Karlovy Vary        | Karlovy Vary        |
| Stráž pod Ralskem               | Česká Lípa          | Liberec             |
| Strážek                         | Žďár nad Sázavou    | Vysočina            |
| Stražisko                       | Prostějov           | Olomouc             |
| Strážiště                       | Mladá Boleslav      | Boemia centrale     |
| Strážkovice                     | České Budějovice    | Boemia meridionale  |
| Strážná                         | Ústí nad Orlicí     | Pardubice           |
| Strážné                         | Trutnov             | Hradec Králové      |
| Strážnice                       | Hodonín             | Moravia meridionale |
| Strážný                         | Prachatice          | Boemia meridionale  |
| Strážov                         | Klatovy             | Plzeň               |
| Strážovice                      | Hodonín             | Moravia meridionale |
| Strenice                        | Mladá Boleslav      | Boemia centrale     |
| Strhaře                         | Brno-venkov         | Moravia meridionale |
| Strmilov                        | Jindřichův Hradec   | Boemia meridionale  |
| Strojetice                      | Benešov             | Boemia centrale     |
| Stropešín                       | Třebíč              | Vysočina            |
| Struhařov (Benešov)             | Benešov             | Boemia centrale     |
| Struhařov (Praha-východ)        | Praha-východ        | Boemia centrale     |
| Strukov                         | Olomouc             | Olomouc             |
| Strunkovice nad Blanicí         | Prachatice          | Boemia meridionale  |
| Strunkovice nad Volyňkou        | Strakonice          | Boemia meridionale  |
| Strupčice                       | Chomutov            | Ústí nad Labem      |
| Stružinec                       | Semily              | Liberec             |
| Stružná                         | Karlovy Vary        | Karlovy Vary        |
| Stružnice                       | Česká Lípa          | Liberec             |
| Strýčice                        | České Budějovice    | Boemia meridionale  |
| Středokluky                     | Praha-západ         | Boemia centrale     |
| Střelice (Brno-venkov)          | Brno-venkov         | Moravia meridionale |
| Střelice (Plzeň)                | Plzeň-jih           | Plzeň               |
| Střelice (Znojmo)               | Znojmo              | Moravia meridionale |
| Střelná                         | Vsetín              | Zlín                |
| Střelské Hoštice                | Strakonice          | Boemia meridionale  |
| Střemošice                      | Chrudim             | Pardubice           |
| Střemy                          | Mělník              | Boemia centrale     |
| Střeň                           | Olomouc             | Olomouc             |
| Střevač                         | Jičín               | Hradec Králové      |
| Střezetice                      | Hradec Králové      | Hradec Králové      |
| Střezimíř                       | Benešov             | Boemia centrale     |
| Stříbrná                        | Sokolov             | Karlovy Vary        |
| Stříbrná Skalice                | Praha-východ        | Boemia centrale     |
| Stříbrné Hory                   | Havlíčkův Brod      | Vysočina            |
| Stříbrnice (Zlín)               | Uherské Hradiště    | Zlín                |
| Stříbrnice (Olomouc)            | Přerov              | Olomouc             |
| Stříbro                         | Tachov              | Plzeň               |
| Stříbřec                        | Jindřichův Hradec   | Boemia meridionale  |
| Střílky                         | Kroměříž            | Zlín                |
| Střítež (Jihlava)               | Jihlava             | Vysočina            |
| Střítež (Pelhřimov)             | Pelhřimov           | Vysočina            |
| Střítež (Třebíč)                | Třebíč              | Vysočina            |
| Střítež (Žďár nad Sázavou)      | Žďár nad Sázavou    | Vysočina            |
| Střítež (Moravia-Slesia)        | Frýdek-Místek       | Moravia-Slesia      |
| Střítež (Boemia meridionale)    | Český Krumlov       | Boemia meridionale  |
| Střítež nad Bečvou              | Vsetín              | Zlín                |
| Střítež nad Ludinou             | Přerov              | Olomouc             |
| Střítež pod Křemešníkem         | Pelhřimov           | Vysočina            |
| Střížov                         | České Budějovice    | Boemia meridionale  |
| Střížovice (Plzeň)              | Plzeň-jih           | Plzeň               |
| Střížovice (Boemia meridionale) | Jindřichův Hradec   | Boemia meridionale  |
| Střížovice (Zlín)               | Kroměříž            | Zlín                |
| Studánka                        | Tachov              | Plzeň               |
| Studená (Boemia meridionale)    | Jindřichův Hradec   | Boemia meridionale  |
| Studená (Plzeň)                 | Plzeň-sever         | Plzeň               |
| Studené                         | Ústí nad Orlicí     | Pardubice           |
| Studenec (Liberec)              | Semily              | Liberec             |
| Studenec (Vysočina)             | Třebíč              | Vysočina            |
| Studeněves                      | Kladno              | Boemia centrale     |
| Studénka                        | Nový Jičín          | Moravia-Slesia      |
| Studený                         | Benešov             | Boemia centrale     |
| Studnice (Pardubice)            | Chrudim             | Pardubice           |
| Studnice (Hradec Králové)       | Náchod              | Hradec Králové      |
| Studnice (Vysočina)             | Třebíč              | Vysočina            |
| Studnice (Moravia meridionale)  | Vyškov              | Moravia meridionale |
| Stupava (Repubblica Ceca)       | Uherské Hradiště    | Zlín                |
| Stvolínky                       | Česká Lípa          | Liberec             |
| Stvolová                        | Blansko             | Moravia meridionale |
| Sudějov                         | Kutná Hora          | Boemia centrale     |
| Sudice (Moravia-Slesia)         | Opava               | Moravia-Slesia      |
| Sudice (Vysočina)               | Třebíč              | Vysočina            |
| Sudice (Moravia meridionale)    | Blansko             | Moravia meridionale |
| Sudislav nad Orlicí             | Ústí nad Orlicí     | Pardubice           |
| Sudkov                          | Šumperk             | Olomouc             |
| Sudoměř                         | Mladá Boleslav      | Boemia centrale     |
| Sudoměřice                      | Hodonín             | Moravia meridionale |
| Sudoměřice u Bechyně            | Tábor               | Boemia meridionale  |
| Sudoměřice u Tábora             | Tábor               | Boemia meridionale  |
| Sudovo Hlavno                   | Praha-východ        | Boemia centrale     |
| Sudslava                        | Ústí nad Orlicí     | Pardubice           |
| Suchá Lhota                     | Svitavy             | Pardubice           |
| Suchá Loz                       | Uherské Hradiště    | Zlín                |
| Suchá                           | Jihlava             | Vysočina            |
| Suchdol (Boemia centrale)       | Kutná Hora          | Boemia centrale     |
| Suchdol (Olomouc)               | Prostějov           | Olomouc             |
| Suchdol nad Lužnicí             | Jindřichův Hradec   | Boemia meridionale  |
| Suchdol nad Odrou               | Nový Jičín          | Moravia-Slesia      |
| Suchodol                        | Příbram             | Boemia centrale     |
| Suchohrdly                      | Znojmo              | Moravia meridionale |
| Suchohrdly u Miroslavi          | Znojmo              | Moravia meridionale |
| Suchomasty                      | Beroun              | Boemia centrale     |
| Suchonice                       | Olomouc             | Olomouc             |
| Suchov                          | Hodonín             | Moravia meridionale |
| Suchovršice                     | Trutnov             | Hradec Králové      |
| Suchý                           | Blansko             | Moravia meridionale |
| Suchý Důl                       | Náchod              | Hradec Králové      |
| Sukorady (Hradec Králové)       | Jičín               | Hradec Králové      |
| Sukorady (Boemia centrale)      | Mladá Boleslav      | Boemia centrale     |
| Sulejovice                      | Litoměřice          | Ústí nad Labem      |
| Sulice                          | Praha-východ        | Boemia centrale     |
| Sulíkov                         | Blansko             | Moravia meridionale |
| Sulimov                         | Kroměříž            | Zlín                |
| Sulislav                        | Tachov              | Plzeň               |
| Sulkovec                        | Žďár nad Sázavou    | Vysočina            |
| Supíkovice                      | Jeseník             | Olomouc             |
| Sušice                          | Klatovy             | Plzeň               |
| Sušice (Zlín)                   | Uherské Hradiště    | Zlín                |
| Sušice (Olomouc)                | Přerov              | Olomouc             |
| Svárov (Boemia centrale)        | Kladno              | Boemia centrale     |
| Svárov (Zlín)                   | Uherské Hradiště    | Zlín                |
| Svatá                           | Beroun              | Boemia centrale     |
| Svatá Maří                      | Prachatice          | Boemia meridionale  |
| Svatava                         | Sokolov             | Karlovy Vary        |
| Svaté Pole                      | Příbram             | Boemia centrale     |
| Svatobořice-Mistřín             | Hodonín             | Moravia meridionale |
| Svatojanský Újezd               | Jičín               | Hradec Králové      |
| Svatoňovice                     | Opava               | Moravia-Slesia      |
| Svatoslav (Moravia meridionale) | Brno-venkov         | Moravia meridionale |
| Svatoslav (Vysočina)            | Třebíč              | Vysočina            |
| Svatý Jan                       | Příbram             | Boemia centrale     |
| Svatý Jan nad Malší             | České Budějovice    | Boemia meridionale  |
| Svatý Jan pod Skalou            | Beroun              | Boemia centrale     |
| Svatý Jiří                      | Ústí nad Orlicí     | Pardubice           |
| Svatý Mikuláš                   | Kutná Hora          | Boemia centrale     |
| Svébohov                        | Šumperk             | Olomouc             |
| Svémyslice                      | Praha-východ        | Boemia centrale     |
| Svépravice                      | Pelhřimov           | Vysočina            |
| Svéradice                       | Klatovy             | Plzeň               |
| Svésedlice                      | Olomouc             | Olomouc             |
| Světce                          | Jindřichův Hradec   | Boemia meridionale  |
| Světec                          | Teplice             | Ústí nad Labem      |
| Světí                           | Hradec Králové      | Hradec Králové      |
| Světice                         | Praha-východ        | Boemia centrale     |
| Světlá                          | Blansko             | Moravia meridionale |
| Světlá Hora                     | Bruntál             | Moravia-Slesia      |
| Světlá nad Sázavou              | Havlíčkův Brod      | Vysočina            |
| Světlá pod Ještědem             | Liberec             | Liberec             |
| Světlík                         | Český Krumlov       | Boemia meridionale  |
| Světnov                         | Žďár nad Sázavou    | Vysočina            |
| Sviadnov                        | Frýdek-Místek       | Moravia-Slesia      |
| Svídnice (Pardubice)            | Chrudim             | Pardubice           |
| Svídnice (Hradec Králové)       | Rychnov nad Kněžnou | Hradec Králové      |
| Svijanský Újezd                 | Liberec             | Liberec             |
| Svijany                         | Liberec             | Liberec             |
| Svinaře                         | Beroun              | Boemia centrale     |
| Svinařov                        | Kladno              | Boemia centrale     |
| Svinčany                        | Pardubice           | Pardubice           |
| Svinošice                       | Blansko             | Moravia meridionale |
| Sviny (Boemia meridionale)      | Tábor               | Boemia meridionale  |
| Sviny (Vysočina)                | Žďár nad Sázavou    | Vysočina            |
| Svitávka                        | Blansko             | Moravia meridionale |
| Svitavy                         | Svitavy             | Pardubice           |
| Svoboda nad Úpou                | Trutnov             | Hradec Králové      |
| Svobodné Heřmanice              | Bruntál             | Moravia-Slesia      |
| Svojanov                        | Svitavy             | Pardubice           |
| Svojek                          | Semily              | Liberec             |
| Svojetice                       | Praha-východ        | Boemia centrale     |
| Svojetín                        | Rakovník            | Boemia centrale     |
| Svojkov                         | Česká Lípa          | Liberec             |
| Svojkovice (Vysočina)           | Jihlava             | Vysočina            |
| Svojkovice (Plzeň)              | Rokycany            | Plzeň               |
| Svojšice (Kolín)                | Kolín               | Boemia centrale     |
| Svojšice (Pardubice)            | Pardubice           | Pardubice           |
| Svojšice (Příbram)              | Příbram             | Boemia centrale     |
| Svojšín                         | Tachov              | Plzeň               |
| Svor                            | Česká Lípa          | Liberec             |
| Svrabov                         | Tábor               | Boemia meridionale  |
| Svratka (città)                 | Žďár nad Sázavou    | Vysočina            |
| Svratouch                       | Chrudim             | Pardubice           |
| Svrkyně                         | Praha-západ         | Boemia centrale     |
| Sychrov                         | Liberec             | Liberec             |
| Sýkořice                        | Rakovník            | Boemia centrale     |
| Synalov                         | Brno-venkov         | Moravia meridionale |
| Synkov-Slemeno                  | Rychnov nad Kněžnou | Hradec Králové      |
| Syrov                           | Pelhřimov           | Vysočina            |
| Syrovátka                       | Hradec Králové      | Hradec Králové      |
| Syrovice                        | Brno-venkov         | Moravia meridionale |
| Syrovín                         | Hodonín             | Moravia meridionale |
| Syřenov                         | Semily              | Liberec             |
| Sytno                           | Tachov              | Plzeň               |